# Dom Polski w Szczytnie
Dom Polski w Szczytnie – zabytkowa kamienica w Szczytnie. Została wybudowana na początku XX wieku. W latach 1906–1939 budynek użytkowały organizacje polskie oraz mazurskie: Mazurska Partia Ludowa, redakcja pisma Mazur, Związek Polaków w Niemczech, Mazurski Bank Ludowy. Gościli w nim m.in. Karol Bahrke, Kazimierz Jaroszyk i Bogumił Linka.